# Schweizer Haushalts-Panel
Das Schweizer Haushalts-Panel (SHP) ist eine wissenschaftliche Langzeitstudie des sozialen Wandels und insbesondere der Lebensbedingungen der Bevölkerung in der Schweiz. Das Panel wurde zum ersten Mal im Jahr 1999 erhoben.
Es werden zufällig Haushalte ausgewählt, deren Mitglieder befragt werden. Diese Haushalte bzw. Personen stellen die Lebensbedingungen in der Schweiz repräsentativ dar. Die Befragung erfolgt in einem zeitlichen Rhythmus immer bei denselben Haushalten bzw. Personen, also stets demselben Panel.
Das SHP ist eine jährlich wiederholte Panelstudie, die eine Zufallsstichprobe von Haushalten in der Schweiz begleitet und deren Mitglieder interviewt.

## Datensätze mit SHP-Beteiligung
- Cornell University User Package for the Cross-National Equivalent File (CNEF)[1]